# Blutiger Sommer. Eine Deutschlandreise im Dreißigjährigen Krieg

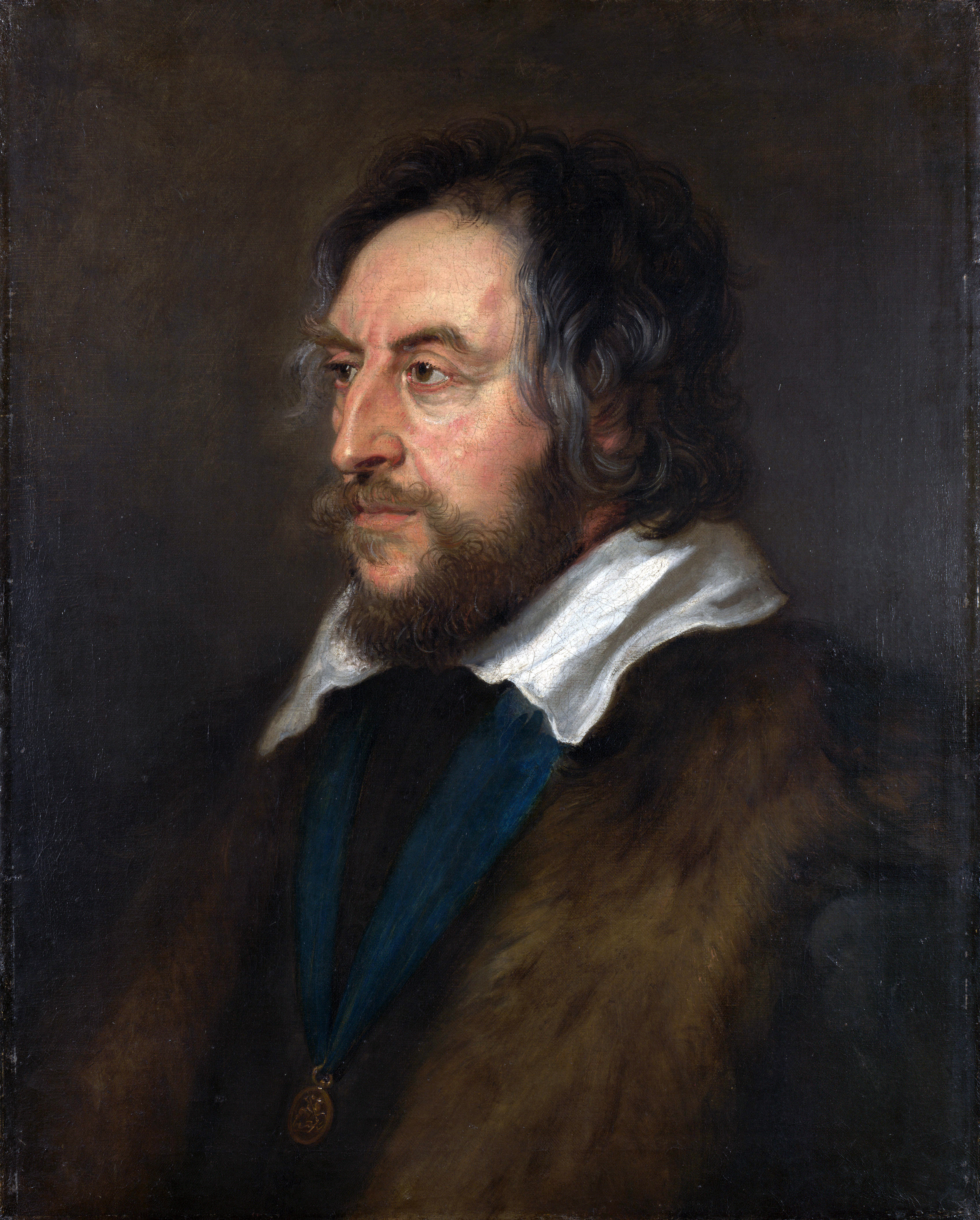
Thomas Howard, Earl of Arundel, Surrey & Norfolk (Gemälde von P. P. Rubens)

Blutiger Sommer. Eine Deutschlandreise im Dreißigjährigen Krieg (im englischen Original: A true relation of all the remarkable places and passages observed in the travels of the right honourable Thomas Lord Hovvard, Earle of Arundell and Surrey, Primer Earle, and Earle Marshall of England, ambassadour extraordinary to his sacred Majesty Ferdinando the second, emperour of Germanie, anno Domini 1636. By Wiliam Crowne Gentleman.) ist ein Reisebericht von William Crowne aus dem Jahr 1637. Crowne war der Sekretär und Begleiter von Thomas Howard, 21. Earl of Arundel, der während des Dreißigjährigen Krieges als Sonderbotschafter für den deutschen Kaiser Ferdinand II. (HRR) im Jahr 1636 durch Mitteleuropa gereist war. Sein Auftrag war die Wiedereinsetzung der Familie des 1632 verstorbenen Friedrich V. (Pfalz) in ihre angestammten Rechte. Dies missglückte aber. Schüler des Bad Kreuznacher Gymnasiums an der Stadtmauer übersetzten den Originaltext 2011 im Rahmen eines preisgekrönten Projekts ins Deutsche.

## Inhalt

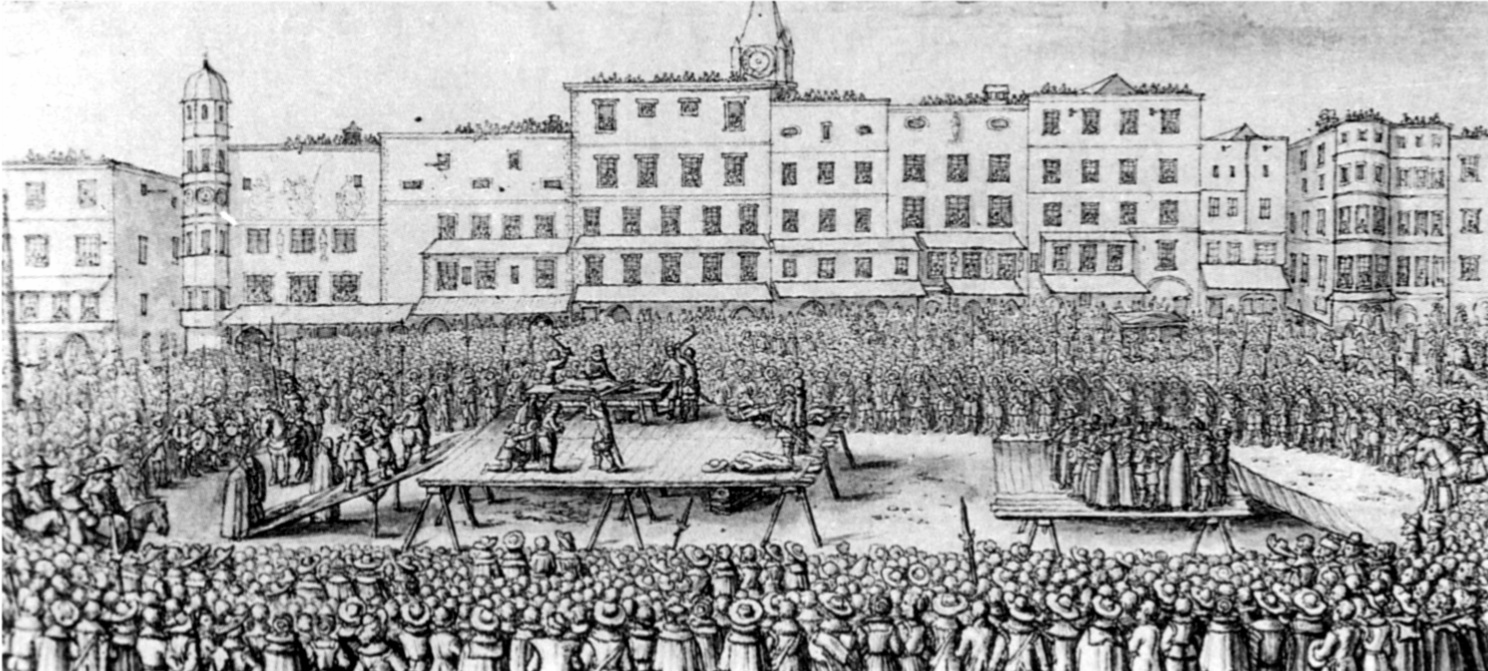
Die Hinrichtung des Martin Aichinger, der die Delegation beiwohnte, auf dem Linzer Hauptplatz am 20. Juni 1636, Zeichnung von Wenzel Hollar

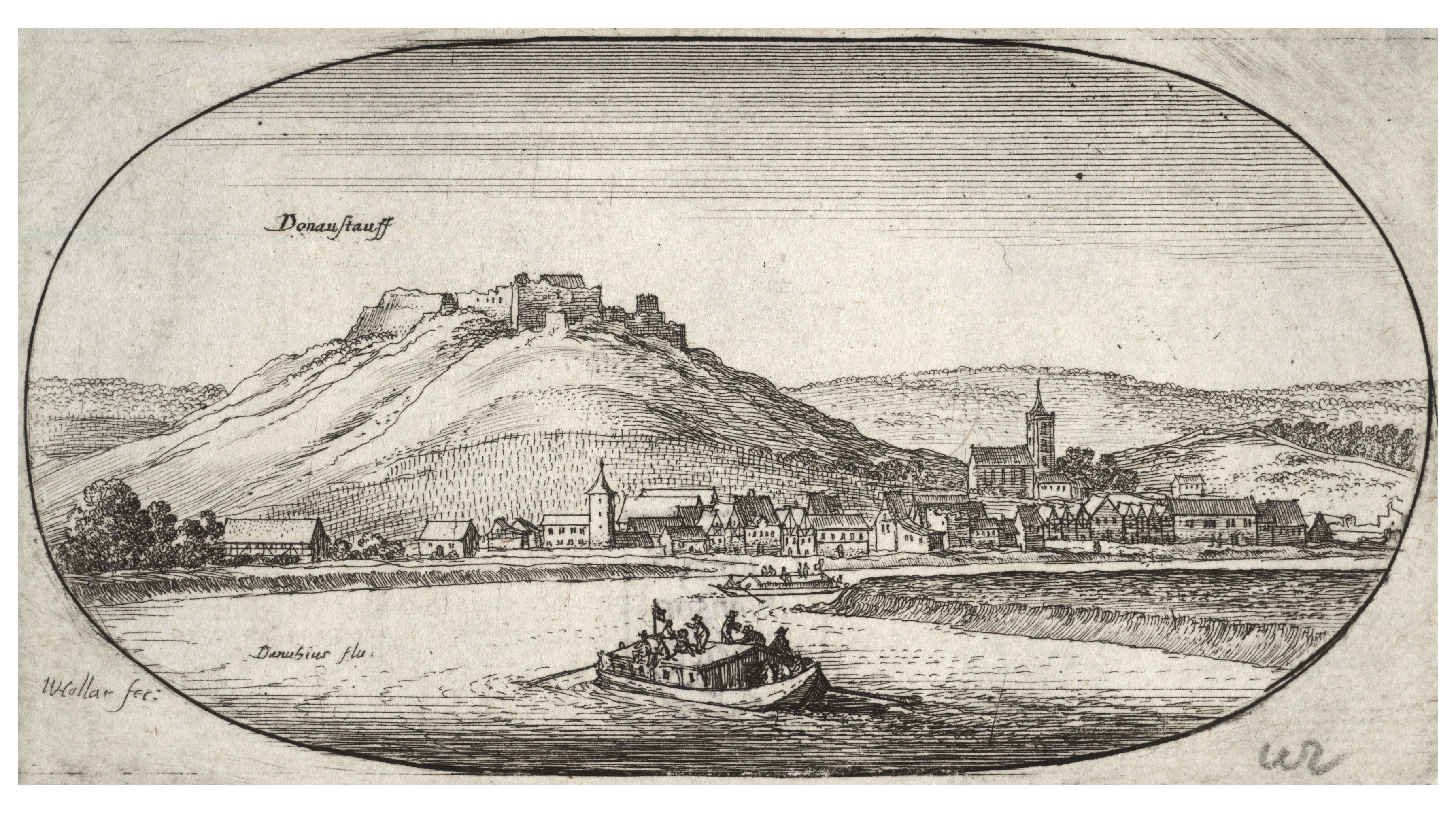
Ansicht von Donaustauf mit Arundels Boot im Vordergrund, von Wenzel Hollar

Crowne beschreibt äußerst detailliert die Reise der fast hundertköpfigen, bewaffneten Delegation durch Mitteleuropa. Zum Gefolge des Earls gehörten neben Crowne auch der englische Anatom und Entdecker des Blutkreislaufs William Harvey sowie ab Köln der berühmte böhmische Zeichner Wenzel Hollar. Auf der Reise passierten sie von der Pest entvölkerte Gegenden (etwa zwischen Köln und Frankfurt am Main) und geschleifte Dörfer, Städte und Schlösser. Außerdem beobachteten sie Belagerungen und Gefechte. Drei Mitglieder der Delegation wurden unweit von Nürnberg von Wegelagerern überfallen, ermordet und verstümmelt. Mehrfach wurden sie Zeugen von Hinrichtungen. So wurde etwa ein Lutheraner gehängt, und die Gruppe wurde in Linz Zeuge der Vierteilung von Martin Aichinger und sechs seiner Getreuen.
Crowne gewann Einblick in die Politik, da er bei verschiedenen Gelegenheiten den Earl of Arundel bei seinen Besuchen begleitete. Dabei begegnete er Kurfürsten und Bischöfen, Königen und Kaisern.
Wenn möglich besuchten sie seltene Sehenswürdigkeiten. So besichtigten sie etwa in Prag die Sammlung von Rudolf II., die unter anderem den Codex Gigas und das Ainkhürn enthielt. Der Rat der Stadt Nürnberg schenkte dem Earl zwei Werke von Albrecht Dürer.

## Stationen der Reise
Folgende unvollständige Liste beinhaltet – ohne chronologische Ordnung – Orte, welche die Reisegruppe passierte.
- London (Die Delegation reiste am 7. April 1636 von hier ab und erreichte ihren Ausgangspunkt am 29. Dezember wieder.[2])
- Regensburg
- Köln
- Koblenz
- Mainz
- Frankfurt am Main
- Nürnberg
- Donaustauf
- Passau
- Linz
- Prag
- Amsterdam
- Den Haag

## Deutschsprachige Ausgaben
Eine von den Bad Kreuznacher Pädagogen Alexander Ritter und Rüdiger Keil unter der Mitarbeit von Schülern kommentierte deutsche Ausgabe entstand im Jahr 2011 im Rahmen eines Schulprojektes des Gymnasiums an der Stadtmauer in Bad Kreuznach. Diese Ausgabe enthält außerdem verschiedene Zeichnungen von Wenzel Hollar, die er auf der Reise angefertigt hat und erhielt 2012 den „Sonderpreis Die Zeit“ des Deutschen Lehrkräftepreises. Im gleichen Jahr wurde das Buch erneut aufgelegt. Zusammen mit der ersten Ausgabe 2011 erschien der Titel auch als Hörbuch.
- William Crowne: Blutiger Sommer. Eine Deutschlandreise im Dreißigjährigen Krieg. Hrsg.: Alexander Ritter, Rüdiger Keil. Wissenschaftliche Buchgesellschaft, Darmstadt 2011, ISBN 978-3-654-60208-0.

## Rezension
Ulrich Baron bezeichnete das Werk in seiner Besprechung für das Deutschlandradio als „wahre Fundgrube“ der Kriegs- und Kulturgeschichte. Außerdem lobt er ausdrücklich die Entstehung der deutschen Ausgabe, die er für ein „nachahmenswertes Beispiel für einen Brückenschlag zwischen gymnasialem, akademischem und verlegerischem Arbeiten“ hält.